# Frauenfußball in Mexiko
Wann genau erstmals Frauenfußball in Mexiko gespielt wurde, ist aufgrund der dürftigen Quellenlage nicht zweifelsfrei ermittelbar. Nach gegenwärtigem Kenntnisstand wurde er erstmals Ende der 1950er-Jahre in Mexikos zweitgrößter Stadt Guadalajara praktiziert, wo 1959 eine regionale Frauenfußballliga eingeführt wurde. Dessen Ligapräsidentin Clara Alicia Sepúlveda war eine Schwester des Fußballspielers Guillermo Sepúlveda, der als Stammspieler des ortsansässigen Club Deportivo Guadalajara zwischen 1957 und 1965 insgesamt sechs Meistertitel mit diesem Verein gewann.

## Geschichte

### Die Anfänge des Frauenfußballs in Mexiko
Bis der Frauenfußball aber in die Hauptstadt gelang, sollten noch knapp 10 Jahre vergehen. Dort gründeten 1969 weibliche Anhängerinnen des Club América zwei Mannschaften und fanden schnell Nachahmerinnen. Noch im selben Jahr wurde die (wahrscheinlich in Anlehnung an den gleichnamigen Verein benannte) Liga América ins Leben gerufen, die ihren Spielbetrieb mit 16 Mannschaften aufnahm, von denen 10 aus der Hauptstadt und 6 aus der näheren Umgebung kamen. 1971 war die Anzahl der teilnehmenden Mannschaften auf 44 angewachsen, die in 3 unterschiedlichen Staffeln spielten, wobei die Liga sich bald als Liga Femenil de Fútbol Mexicana bezeichnete, um ihre Unabhängigkeit vom Club América zu dokumentieren. Daneben gab es noch die konkurrierende Liga Iztaccíhuatl, an der ebenfalls eine Reihe von Frauenfußballmannschaften teilnahm.
Mit dem Erreichen des Frauenfußballs in der Hauptstadt stieg auch das Medieninteresse sprunghaft an. Das von Anfang an vorhandene mediale Interesse ist wahrscheinlich am besten vor dem Hintergrund zu verstehen, dass der in der Hauptstadt praktizierte Frauenfußball seinen Anfang im Umfeld des Club América nahm, dessen Vereinsboss Emilio Azcárraga Milmo ein Medienmogul war, der wenige Jahre später den Mediengiganten Televisa schuf. Auf jeden Fall breitete der Frauenfußball sich von der Hauptstadt rasch in die anderen Landesteile aus.
Bedingt durch das gute Abschneiden der (seinerzeit noch inoffiziellen) mexikanischen Frauenfußballnationalmannschaft bei den beiden 1970 und 1971 (ebenfalls inoffiziell) ausgetragenen Frauenfußballweltmeisterschaften, bei denen Mexiko zunächst den dritten Platz belegte und anschließend Vizeweltmeister wurde, wuchs das Interesse am Frauenfußball im Land der Azteken rasch an. Doch nachdem der mexikanische Fußballverband auf Anweisung der FIFA unmittelbar nach der in Mexiko ausgetragenen WM 1971 den Frauenfußball zu kontrollieren begonnen hatte, schwand das mediale Interesse, das nach 1972 kaum mehr vorhanden war. Die erste Etappe des mexikanischen Frauenfußballs näherte sich ihrem Ende. 1976 bestritt die Nationalmannschaft ihre für längere Zeit letzte Begegnung und in den 1980er-Jahren kollabierte das Ligasystem weitgehend. 

### Der Neubeginn
Neue Konturen bekam das Ligasystem erst zu Beginn des 21. Jahrhunderts durch die Liga Mexicana de Fútbol Femenil, an der in erster Linie reine Frauenfußballmannschaften teilgenommen hatten und deren erfolgreichste Teams die Reinas de Morelia und der Río Soccer Club SJR mit jeweils vier Meistertiteln waren. 
Zu Beginn der Saison 2017/18 wurde die Ligastruktur mit Gründung der Liga MX Femenil grundlegend verändert. In dieser Liga sind nur noch Frauenfußballmannschaften aus Vereinen vertreten, deren Männermannschaften ebenfalls in der höchsten Spielklasse agieren und von denen die meisten Frauenmannschaften erst gegründet wurden, um einen Startplatz in dieser Liga zu erhalten. Die einzige Mannschaft, die sowohl in der alten Liga Mexicana de Fútbol Femenil als auch in der Liga MX Femenil einen Meistertitel gewann, war Chivas Femenil. Sie ist in der Stadt beheimatet, in der der mexikanische Frauenfußball allem Anschein nach seinen Ursprung hat.